# Los Girasoles (San Vicente del Raspeig)
Los Girasoles es un barrio residencial del municipio de San Vicente del Raspeig (España).

## Descripción general
Los Girasoles situado en el extrarradio de San Vicente del Raspeig fue hasta finales de los años 60 terrenos de campo de cultivo y huerta. Durante los 60 y 70, la zona comenzó a experimentar una transformación de cultivo a residencial de tipo económico medio. Numerosas familias de Alicante adquirieron parcelas y construyeron un chalet.
Inmobiliarias como Ininter en calle Bazán en Alicante, eran las encargadas de vender parcelas en cómodos plazos mensuales en los años 70 en los barrios de Los Girasoles, Sol y Luz, y Haygón. Estas empresas inmobiliarias adquirían millones de metros cuadrados que luego iban parcelando en pequeños terrenos, creándose un diseminado residencial difícil de gestionar para el municipio de San Vicente del Raspeig por la dificultad de trasladar tan lejos servicios públicos como asfaltado de calles, alcantarillado, agua, alumbrado, etc.
Los Girasoles, es un barrio con identidad propia, prueba de ello es que desde 1981 todos los meses de agosto celebra sus fiestas, donde coronan y proclaman a las reinas de las fiestas y sus damas, celebran el pregón y disfrutan durante varios días de jornadas de convivencia.
El barrio dispone de un centro social municipal, que alberga una sala de reuniones y de actividades, y es lugar de encuentro entre los vecinos del barrio.
Los Girasoles dispone de dos entidades, una es la Asociación de Vecinos de Los Girasoles, que se encarga de organizar las fiestas del barrio y sirve como motor vecinal. La otra es el Club deportivo Los Girasoles dedicado principalmente al fútbol sala.
Durante algún año, como en 2004, Los Girasoles ha participado en las fiestas de Hogueras de San Vicente del Raspeig, plantando su propia hoguera, tradición que se ha perdido en los últimos años.
Un hecho importante del barrio fue la apertura del camino del Mahonés, que lo conectó con el barrio de Sol y Luz mediante un vial de acceso moderno, con amplias aceras, carril bici, arbolado y demás servicios urbanos que mejoraron la accesibilidad y uso peatonal.

## Servicios
- Autobús urbano.
- Centro social municipal.
- Pista polideportiva municipal.
- Juegos infantiles.